# Ashagy Lyaki
Ashagy Lyaki är en ort i Azerbajdzjan.   Den ligger i distriktet Ağdaş Rayonu, i den centrala delen av landet, 210 kilometer väster om huvudstaden Baku. Ashagy Lyaki ligger 14 meter över havet och antalet invånare är 2 339.
Terrängen runt Ashagy Lyaki är mycket platt. Närmaste större samhälle är Ağdaş, 16,0 kilometer norr om Ashagy Lyaki.
Trakten runt Ashagy Lyaki består till största delen av jordbruksmark. Runt Ashagy Lyaki är det ganska tätbefolkat, med 83 invånare per kvadratkilometer.